# 4591 Bryantsev
4591 Bryantsev este un asteroid din centura principală, descoperit pe 1 noiembrie 1975 de Tamara Smirnova.